# Metapenaeopsis richeri
Metapenaeopsis richeri är en kräftdjursart som beskrevs av Crosnier 1991. Metapenaeopsis richeri ingår i släktet Metapenaeopsis och familjen Penaeidae. Inga underarter finns listade i Catalogue of Life.